# Lutz Eigendorf
Lutz Eigendorf (Brandenburg, República Democràtica Alemanya, 16 de juliol del 1956 - Braunschweig, República Federal d'Alemanya, 7 de març de 1983) va ser un jugador de futbol alemany. Eigendorf ha passat a la història per un capítol tràgic de la seua vida, ja que, segons els documents desclassificats de l'RDA, el jugador va ser assassinat per l'Stasi després de fugir de la República Democràtica Alemanya.

## Trajectòria
Lutz Eigendorf, fill unigènit d'Ingeburg i Jörg Eigendorf, va incorporar-se a l'Associació Alemanya de Gimnàstica Esportiva als 7 anys. Poc després començaria a jugar també al futbol a l'equip de la seua ciutat natal, el Motor Süd Brandenburg. Al cap de poc temps, amb només 14 anys, va ser fitxat pel Berliner Fußball-Club Dynamo, l'equip de l'Stasi.
El 1974 va debutar amb el primer equip del BFC Dynamo i el 1978, amb només 22 anys, va debutar amb la selecció de l'Alemanya Democràtica, amb el qual jugaria 6 partits i marcaria 3 gols.
Tot va canviar, però, el 20 de març de 1979. Eigendorf, que ja havia disputat cent partits amb el Dynamo, va aprofitar un partit amistós contra l'1. FC Kaiserslautern a la ciutat de Gießen per desertar i quedar-se a la República Federal d'Alemanya. Un cop aquí va ser sancionat sense poder jugar durant un any i el 1980 va fitxar pel 1. FC Kaiserslautern, on, a causa de diferents motius personals, no va triomfar. Això el va portar a fitxar per l'Eintracht Braunschweig, on va jugar fins a la seua mort.

## Deserció de l'RDA i mort
Després de desertar de l'RDA, la dona d'Eigendorf va ser obligada a divorciar-se d'ell. Poc després la va seduir un agent secret de l'Stasi, amb qui es va casar. Això va afectar moralment Lutz, que acabaria tenint problemes amb l'alcohol. El 1982 va marxar a Braunschweig, on es va tornar a casar i va tenir un altre fill i on també va intentar refer la seua vida professional. Però el 5 de març de 1983 va tenir un accident de trànsit després de sortir de la carretera. Al cap de dos dies va morir a l'hospital on havia estat ingressat a causa de les greus ferides de l'accident. Uns anys més tard, amb la desclassificació dels documents secrets de l'Stasi i Erich Mielke, es va saber que a Eigendorf el va enlluernar un cotxe de la policia secreta i això va provocar l'accident mortal.
L'any 2000 es va estrenar el documental Tod dem Verräter (Mort al traïdor), del periodista Heribert Schwan. En aquest documental es narra la tràgica històrica d'aquest futbolista.